# Tipula jivaronis
Tipula jivaronis är en tvåvingeart som beskrevs av Alexander 1943. Tipula jivaronis ingår i släktet Tipula och familjen storharkrankar.
Artens utbredningsområde är Ecuador. Inga underarter finns listade i Catalogue of Life.